# Soo Jung Lee
Soo Jung Lee (en coreano: 이수정; nacida en 1964) es una psicóloga forense surcoreana, profesora de esa asignatura en la Universidad Kyonggi en Seúl, y parte de la primera generación de perfiladores criminales de su país. Ha sido incluida en la lista de la BBC de 100 mujeres inspiradoras e influyentes de todo el mundo de 2019, en la categoría de liderazgo.

## Trayectoria
Lee ha trabajado en numerosos casos de homicidios de alto nivel y cree que el acoso es lo que conduce a delitos más graves. Por esta razón, ayudó a presentar un proyecto de ley contra el acoso que fue aprobado finalmente en Corea del Sur.
Anteriormente había sido miembro de la Comisión de Sentencias de la Corte Suprema, el grupo de trabajo sobre violencia sexual de la Fiscalía de la Corte Suprema y la comisión de reformas de la Agencia Nacional de Policía. Desde entonces, ha escrito siete libros y ha sido asesora en el popular programa de televisión coreano, "preguntas sin respuesta".